# Mark Roper
Pour les articles homonymes, voir Roper (homonymie).
Mark Roper est un réalisateur et scénariste sud-africain, né le 16 mars 1958 à Johannesburg en Afrique du Sud. Il est surnommé Boom Boom.

## Filmographie

### En tant que réalisateur
- 1983 : Tomorrow's Stars (Téléfilm)
- 1984 : Grandmother Tells (Téléfilm, coréalisateur)
- 1984 : Magazine Specials (Téléfilm)
- 1984 : Sun and Dust Poetry (Téléfilm)
- 1988 : Dancing in the Forest
- 1993 : Au cœur d'Okavango (Okavango: The Wild Frontier) (Série télévisée)
- 1996 : Les Aventures fantastiques de Tarzan (Tarzan: The Epic Adventures) (Série télévisée)
- 1996 : Human Timebomb (Vidéofilm)
- 1996 : Warhead
- 1996 : Shadowchaser 4 (Orion's Key)
- 1998 : Conan: The Adventurer (Téléfilm)
- 1999 : Opération Delta Force 3 (Operation Delta Force 3: Clear Target)
- 1999 : Opération Delta Force 4 (Operation Delta Force 4: Deep Fault)
- 2000 : Espion en danger ou Opération Kazakhstan (Queen's Messenger)
- 2000 : The Secret Adventures of Jules Verne (Série télévisée)

épisode 1 saison 1 In the Beginning
épisode 4 saison 1 The Cardinal's Design
épisode 5 saison 1 The Cardinal's Revenge
 épisode 20 saison 1 Secret of the Realm
- 2001 : City of Fear
- 2001 : Chris Quatermain et le trésor perdu ou La Plus Belle Aventure (High Adventure)
- 2001 : Death, Deceit and Destiny Aboard the Orient Express
- 2001-2002 : Médecins de l'ordinaire (Peak Practice) (Série télévisée)

épisode 5 saison 12
épisode 7 saison 12
épisode 11 saison 12
épisode 13 saison 12
- 2002 : Rockface (Série télévisée)
- 2002 : Sydney Fox, l'aventurière (Relic Hunter) (Série télévisée)

épisode 19 saison 3 Vilain défaut
- 2003 : Marines (Vidéofilm)
- 2003 : Aventure et Associés (Adventure Inc.) (Série télévisée)

épisode 12 saison 1 L'Ange gardien (Angel of St. Edmunds)
- 2004 : Volcano (Nature Unleashed: Volcano) (Vidéofilm)
- 2004 : Alerte : Avalanche ! (Nature Unleashed: Avalanche) (Vidéofilm)
- 2005 : The Sea Wolf
- 2006 : Ultimate Force (Série télévisée)

épisode 1 saison 4 Violent Solutions
épisode 4 saison 4 The Changing of the Guard
- 2010 : Talking with Dog

### En tant qu'assistant réalisateur ou réalisateur de seconde équipe
- 1984 : A Man No Less : premier assistant réalisateur (Téléfilm)
- 1985 : The Mantis Project : premier assistant de Manie Van Rensburg (Téléfilm)
- 1985 : Samantha's Men : premier assistant de Cedric Sundstrom (Téléfilm)
- 1990 : Schweitzer : premier assistant de Gray Hofmeyr
- 1994 : Freefall : Chute libre (Freefall) : premier assistant de John Irvin
- 1994 : Le Projet Shadow Chaser 2 (Project Shadowchaser II) : premier assistant de John Eyres
- 1994 : Cyborg Cop 2 (Cyborg Cop II) : premier assistant de Sam Firstenberg
- 1994 : Never Say Die : premier assistant de Yossi Wein
- 1995 : Lunarcop : premier assistant de Boaz Davidson
- 1996 : Les Aventures fantastiques de Tarzan (Tarzan: The Epic Adventures) (Série télévisée, réalisateur de seconde équipe)
- 1996 : Danger Zone : premier assistant de Allan Eastman (et réalisateur de seconde équipe)
- 1997 : Opération Delta Force (Operation Delta Force) : premier assistant de Sam Firstenberg (Vidéofilm, et réalisateur de seconde équipe)
- 2005 : The Mechanik (Titres français DVD : Le Vengeur ou The Controller) : de Dolph Lundgren (réalisateur de seconde équipe)
- 2007 : Jusqu'à la mort (Until Death) : premier assistant de Simon Fellows
- 2008 : War, Inc. : premier assistant de Joshua Seftel
- 2009 : The Code (Thick as Thieves) : premier assistant de Mimi Leder (équipe de tournage de New York)
- 2009 : Direct Contact (Québec : Force spéciale) : premier assistant de Danny Lerner (et réalisateur de seconde équipe)
- 2009 : Commando d'élite (Command Performance) : premier assistant de Dolph Lundgren (et réalisateur de seconde équipe)
- 2009 : Ninja : premier assistant d'Isaac Florentine
- 2010 : Fake Identity : premier assistant de Dennis Dimster
- 2010 : Undisputed III: Redemption : premier assistant d'Isaac Florentine
- 2011 : Conan : premier assistant de Marcus Nispel

### En tant que scénariste
- 1982 : Sentinel (Téléfilm)
- 1982 : Hot Snow (Téléfilm)
- 1982 : Rock de Michel Treguer (Téléfilm)
- 1983 : World of Rugby (Téléfilm)
- 1983 : Here and There (Téléfilm)
- 1984 : Sun and Dust Poetry de Mark Roper (Téléfilm)
- 1984 : Magazine Specials de Mark Roper (Téléfilm)
- 1984 : Johan's Story (Téléfilm)
- 1984 : Grandmother Tells de Mark Roper (Téléfilm)
- 1985 : Return of the Hunter (Téléfilm)
- 1988 : Dancing in the Forest de Mark Roper
- 1989 : Trucking de Hanro Möhr (Téléfilm)
- 1990 : Timber (Téléfilm)
- 1990 : Theatre of War (Téléfilm)
- 1996 : Shadowchaser 4 (Orion's Key) de Mark Roper (histoire)
- 2010 : Talking with Dog de Mark Roper (histoire)

### En tant que producteur
- 1983 : World of Rugby (Téléfilm, producteur)
- 1983 : Tomorrow's Stars de Mark Roper (Téléfilm, producteur)
- 1999 : U.S. Seals (au Québec : Mer sanglante) de Yossi Wein (producteur exécutif)
- 2008 : War, Inc. de Joshua Seftel (producteur associé)

### En tant qu'acteur
- 2008 : War, Inc. de Joshua Seftel : le chorégraphe

### En tant que directeur de production
- 1984 : Johan's Story
- 1985 : Thicker Than Water